# Megachile asahinai
Megachile asahinai là một loài Hymenoptera trong họ Megachilidae. Loài này được Yasumatsu mô tả khoa học năm 1955.